# Kenan Olcay
Kenan Olcay (Turquía, 30 de noviembre de 1913-desconocida) fue un deportista turco especialista en lucha grecorromana donde llegó a ser subcampeón olímpico en Londres 1948.

## Carrera deportiva
En los Juegos Olímpicos de 1948 celebrados en Londres ganó la medalla de plata en lucha grecorromana estilo peso mosca, tras el italiano Pietro Lombardi (oro) y por delante del finlandés Reino Kangasmäki (bronce).